# Venustiano Carranza Grupo B
Venustiano Carranza Grupo B är en ort i Mexiko.   Den ligger i kommunen Galeana och delstaten Nuevo León, i den centrala delen av landet, 600 km norr om huvudstaden Mexico City. Venustiano Carranza Grupo B ligger 1 884 meter över havet och antalet invånare är 150.
Terrängen runt Venustiano Carranza Grupo B är en högslätt. Runt Venustiano Carranza Grupo B är det mycket glesbefolkat, med 5 invånare per kvadratkilometer. Närmaste större samhälle är Aquiles Serdán, 14,5 km väster om Venustiano Carranza Grupo B. Omgivningarna runt Venustiano Carranza Grupo B är i huvudsak ett öppet busklandskap.